# Équipe des îles Féroé masculine de handball
L'équipe des Îles Féroé masculine de handball représente la Fédération féroïenne de handball lors des compétitions internationales.
Avant la création de la fédération, en 1980, les handballeurs féroiens évoluaient sous l'égide du Danemark. L'équipe ne s'est jamais qualifiée ni pour les Jeux olympiques ni pour un Championnat du monde. Mais au terme des qualifications (en) du Championnat d'Europe 2024, les îles Féroé parviennent pour la première fois à se qualifier pour un Championnat d'Europe.

## Parcours en compétitions internationales
| Année | Rang                    | J                       | G                       | N                       | P                       | BP                      | BC                      | D                       |
| ----- | ----------------------- | ----------------------- | ----------------------- | ----------------------- | ----------------------- | ----------------------- | ----------------------- | ----------------------- |
| 1984  | non qualifiée           | non qualifiée           | non qualifiée           | non qualifiée           | non qualifiée           | non qualifiée           | non qualifiée           | non qualifiée           |
| 1988  | non qualifiée           | non qualifiée           | non qualifiée           | non qualifiée           | non qualifiée           | non qualifiée           | non qualifiée           | non qualifiée           |
| 1992  | non qualifiée           | non qualifiée           | non qualifiée           | non qualifiée           | non qualifiée           | non qualifiée           | non qualifiée           | non qualifiée           |
| 1996  | non qualifiée           | non qualifiée           | non qualifiée           | non qualifiée           | non qualifiée           | non qualifiée           | non qualifiée           | non qualifiée           |
| 2000  | non qualifiée           | non qualifiée           | non qualifiée           | non qualifiée           | non qualifiée           | non qualifiée           | non qualifiée           | non qualifiée           |
| 2004  | non qualifiée           | non qualifiée           | non qualifiée           | non qualifiée           | non qualifiée           | non qualifiée           | non qualifiée           | non qualifiée           |
| 2008  | non qualifiée           | non qualifiée           | non qualifiée           | non qualifiée           | non qualifiée           | non qualifiée           | non qualifiée           | non qualifiée           |
| 2012  | non qualifiée           | non qualifiée           | non qualifiée           | non qualifiée           | non qualifiée           | non qualifiée           | non qualifiée           | non qualifiée           |
| 2016  | non qualifiée           | non qualifiée           | non qualifiée           | non qualifiée           | non qualifiée           | non qualifiée           | non qualifiée           | non qualifiée           |
| 2020  | non qualifiée           | non qualifiée           | non qualifiée           | non qualifiée           | non qualifiée           | non qualifiée           | non qualifiée           | non qualifiée           |
| 2024  | Qualifications en cours | Qualifications en cours | Qualifications en cours | Qualifications en cours | Qualifications en cours | Qualifications en cours | Qualifications en cours | Qualifications en cours |
| Total | 0/10                    | 0                       | 0                       | 0                       | 0                       | 0                       | 0                       | 0                       |

| Année  | Rang          | J             | G             | N             | P             | BP            | BC            | D             |               |
| ------ | ------------- | ------------- | ------------- | ------------- | ------------- | ------------- | ------------- | ------------- | ------------- |
| 1994   | non qualifiée | non qualifiée | non qualifiée | non qualifiée | non qualifiée | non qualifiée | non qualifiée | non qualifiée | non qualifiée |
| 1996   | non qualifiée | non qualifiée | non qualifiée | non qualifiée | non qualifiée | non qualifiée | non qualifiée | non qualifiée | non qualifiée |
| 1998   | non qualifiée | non qualifiée | non qualifiée | non qualifiée | non qualifiée | non qualifiée | non qualifiée | non qualifiée | non qualifiée |
| 2000   | non qualifiée | non qualifiée | non qualifiée | non qualifiée | non qualifiée | non qualifiée | non qualifiée | non qualifiée | non qualifiée |
| 2002   | non qualifiée | non qualifiée | non qualifiée | non qualifiée | non qualifiée | non qualifiée | non qualifiée | non qualifiée | non qualifiée |
| 2004   | non qualifiée | non qualifiée | non qualifiée | non qualifiée | non qualifiée | non qualifiée | non qualifiée | non qualifiée | non qualifiée |
| 2006   | non qualifiée | non qualifiée | non qualifiée | non qualifiée | non qualifiée | non qualifiée | non qualifiée | non qualifiée | non qualifiée |
| 2008   | non qualifiée | non qualifiée | non qualifiée | non qualifiée | non qualifiée | non qualifiée | non qualifiée | non qualifiée | non qualifiée |
| 2010   | non qualifiée | non qualifiée | non qualifiée | non qualifiée | non qualifiée | non qualifiée | non qualifiée | non qualifiée | non qualifiée |
| 2012   | non qualifiée | non qualifiée | non qualifiée | non qualifiée | non qualifiée | non qualifiée | non qualifiée | non qualifiée | non qualifiée |
| 2014   | non qualifiée | non qualifiée | non qualifiée | non qualifiée | non qualifiée | non qualifiée | non qualifiée | non qualifiée | non qualifiée |
| 2016   | non qualifiée | non qualifiée | non qualifiée | non qualifiée | non qualifiée | non qualifiée | non qualifiée | non qualifiée | non qualifiée |
| 2018   | non qualifiée | non qualifiée | non qualifiée | non qualifiée | non qualifiée | non qualifiée | non qualifiée | non qualifiée | non qualifiée |
| / 2020 | non qualifiée | non qualifiée | non qualifiée | non qualifiée | non qualifiée | non qualifiée | non qualifiée | non qualifiée | non qualifiée |
| / 2022 | non qualifiée | non qualifiée | non qualifiée | non qualifiée | non qualifiée | non qualifiée | non qualifiée | non qualifiée | non qualifiée |
| 2024   | 20            | 3             | 0             | 1             | 2             | 83            | 90            | −7            |               |
| Total  | 1/16          | 3             | 0             | 1             | 2             | 83            | 90            | −7            |               |

| Année  | Rang          | J             | G             | N             | P             | BP            | BC            | D             |               |
| ------ | ------------- | ------------- | ------------- | ------------- | ------------- | ------------- | ------------- | ------------- | ------------- |
| 1982   | non qualifiée | non qualifiée | non qualifiée | non qualifiée | non qualifiée | non qualifiée | non qualifiée | non qualifiée | non qualifiée |
| 1986   | non qualifiée | non qualifiée | non qualifiée | non qualifiée | non qualifiée | non qualifiée | non qualifiée | non qualifiée | non qualifiée |
| 1990   | non qualifiée | non qualifiée | non qualifiée | non qualifiée | non qualifiée | non qualifiée | non qualifiée | non qualifiée | non qualifiée |
| 1993   | non qualifiée | non qualifiée | non qualifiée | non qualifiée | non qualifiée | non qualifiée | non qualifiée | non qualifiée | non qualifiée |
| 1995   | non qualifiée | non qualifiée | non qualifiée | non qualifiée | non qualifiée | non qualifiée | non qualifiée | non qualifiée | non qualifiée |
| 1997   | non qualifiée | non qualifiée | non qualifiée | non qualifiée | non qualifiée | non qualifiée | non qualifiée | non qualifiée | non qualifiée |
| 1999   | non qualifiée | non qualifiée | non qualifiée | non qualifiée | non qualifiée | non qualifiée | non qualifiée | non qualifiée | non qualifiée |
| 2001   | non qualifiée | non qualifiée | non qualifiée | non qualifiée | non qualifiée | non qualifiée | non qualifiée | non qualifiée | non qualifiée |
| 2003   | non qualifiée | non qualifiée | non qualifiée | non qualifiée | non qualifiée | non qualifiée | non qualifiée | non qualifiée | non qualifiée |
| 2005   | non qualifiée | non qualifiée | non qualifiée | non qualifiée | non qualifiée | non qualifiée | non qualifiée | non qualifiée | non qualifiée |
| 2007   | non qualifiée | non qualifiée | non qualifiée | non qualifiée | non qualifiée | non qualifiée | non qualifiée | non qualifiée | non qualifiée |
| 2009   | non qualifiée | non qualifiée | non qualifiée | non qualifiée | non qualifiée | non qualifiée | non qualifiée | non qualifiée | non qualifiée |
| 2011   | non qualifiée | non qualifiée | non qualifiée | non qualifiée | non qualifiée | non qualifiée | non qualifiée | non qualifiée | non qualifiée |
| 2013   | non qualifiée | non qualifiée | non qualifiée | non qualifiée | non qualifiée | non qualifiée | non qualifiée | non qualifiée | non qualifiée |
| 2015   | non qualifiée | non qualifiée | non qualifiée | non qualifiée | non qualifiée | non qualifiée | non qualifiée | non qualifiée | non qualifiée |
| 2017   | non qualifiée | non qualifiée | non qualifiée | non qualifiée | non qualifiée | non qualifiée | non qualifiée | non qualifiée | non qualifiée |
| / 2019 | non qualifiée | non qualifiée | non qualifiée | non qualifiée | non qualifiée | non qualifiée | non qualifiée | non qualifiée | non qualifiée |
| 2021   | non qualifiée | non qualifiée | non qualifiée | non qualifiée | non qualifiée | non qualifiée | non qualifiée | non qualifiée | non qualifiée |
| / 2023 | non qualifiée | non qualifiée | non qualifiée | non qualifiée | non qualifiée | non qualifiée | non qualifiée | non qualifiée | non qualifiée |
| Total  | 0/19          | 0             | 0             | 0             | 0             | 0             | 0             | 0             |               |

Autres compétitions
- Vainqueur du Championnat des pays émergents en 2015 (en) et 2017 (en)

## Effectif actuel
Les 19 joueurs sélectionnés pour disputer l'Euro 2024 sont :